# اندژی لیس
اندژی لیس (انگلیسی: Andrzej Lis؛ زادهٔ ۱۶ دسامبر ۱۹۵۹) ورزشکار شمشیربازی اهل لهستان است.
وی در مسابقات کشوری و بین‌المللی در مجموع برندهٔ ۱ مدال نقره شده‌است.